# 風に吹かれて (ボブ・ディランの曲)
「風に吹かれて」（かぜにふかれて、英: Blowin' in the Wind）は、ボブ・ディランのセカンド・アルバム『フリーホイーリン・ボブ・ディラン』（1963年）に収録され、シングル・カットされた楽曲。
ピーター・ポール&マリーのカバーが世界的にヒットして、作者のディランを一躍有名にした。1960年代のアメリカ公民権運動の賛歌とも呼ばれ、現在に至るまでディランの作中最も愛唱されることの多い歌曲となっている。
ディラン・バージョンは1994年に、ピーター・ポール&マリー・バージョンは2003年に、それぞれグラミーの殿堂入りを果たしている。雑誌『ローリング・ストーン』誌が2004年に選出した「ローリング・ストーンの選ぶオールタイム・グレイテスト・ソング500」では14位にランクされている。ロックの殿堂の「ロックン・ロールの歴史500曲（500 Songs that Shaped Rock and Roll）」の1曲にも選出されている。

## 解説
シンプルで力強い旋律と和声進行を持つメッセージ・ソング。三連から成り、いずれも「どれだけの砲弾を発射すれば、武器を永久に廃絶する気になるのか」「為政者たちは、いつになったら人々に自由を与えるのか」｢人は何度顔を背け、見ていないふりなどできるのか｣「一人一人にいくつの耳をつければ、他人の泣き声が聞こえるようになるのだろうか」「人はどれだけの死人を見れば、これは死に過ぎだと気づくのか」というプロテスト・ソング風の問いかけと、「男はどれだけの道を歩けば、一人前と認められるのか」「山が海に流されてなくなってしまうのに、どのくらいの時間がかかるのか」という抽象的な問いかけが交互に繰り返されたあと、「答えは風に吹かれている」というリフレインで締めくくられる。この曖昧さが自由な解釈を可能にしており、従来のフォークファンばかりでなく、既成の社会構造に不満を持つ人々に広く受け入れられることになった。
歌詞は、1962年に雑誌「シング・アウト!」に、ディランのコメントとともに掲載された。
「この歌についちゃ、あまり言えることはないけど、ただ答えは風の中で吹かれているということだ。答えは本にも載ってないし、映画やテレビや討論会を見ても分からない。風の中にあるんだ、しかも風に吹かれちまっている。ヒップな奴らは「ここに答えがある」だの何だの言ってるが、俺は信用しねえ。俺にとっちゃ風にのっていて、しかも紙切れみたいに、いつかは地上に降りてこなきゃならない。でも、折角降りてきても、誰も拾って読もうとしないから、誰にも見られず理解されず、また飛んでいっちまう。世の中で一番の悪党は、間違っているものを見て、それが間違っていると頭でわかっていても、目を背けるやつだ。俺はまだ21歳だが、そういう大人が大勢いすぎることがわかっちまった。あんたら21歳以上の大人は、だいたい年長者だし、もっと頭がいいはずだろう。」
アメリカ合衆国では、特に公民権運動を進める人々の間でテーマソングのようになり、やがて日本においても広く歌われるようになった。井上陽水の「最後のニュース」や、はしだのりひことシューベルツの「風」、中島みゆきの「時代」、南沙織の「哀しい妖精」など、日本のフォークや歌謡曲の歌詞にその影響を受けたものが多く見出せる。

## 経緯
1962年4月、グリニッジ・ヴィレッジのコーヒーハウス「ガスライト」の向かいにあった「コモンズ」で友人たちと長時間黒人の公民権運動について討論したはてに生まれ、「コモンズ」か「ファット・ブラック・プシーキャット」に座って数分で書き上げたと言われている。「10分で書いた。古い霊歌に言葉を当てはめたんだ。多分カーター・ファミリーのレコードか何かで覚えたものだと思う。これがフォーク・ミュージックのいつものやり方だ。すでに与えられているものを使うんだ。」とディラン本人は述べている。できあがった日の晩、友人のフォーク・シンガーのギル・ターナーが月曜フーテナニーのMCとして出演していた「ガーディス・フォーク・シティ」に激しい勢いで駆け込み、ターナーに新しい歌を聴いてくれないかと言って歌ってきかせる。ターナーは「すごい。こんな歌を聞いたのは生まれて初めてだ! 最高にすばらしい歌だ!」といい、楽屋でコードをディランから教えてもらい、そのままステージにかけあがってそれを歌った。歌詞はテープでマイクに貼りつけてあった。客達は熱狂し、ディランはカウンターの横に立って笑っていた。翌日には、ネッド・ライトに聴かせている。
4月25日、「ガーディス・フォーク・シティ」で歌った際、「これはプロテストソングとかじゃなくて…ただ誰かの為だと言って話していることについて、言いたいことを曲にしただけです。誰かのね」と話している。まだこのときまでは歌詞が2番までしかなかった。その後歌詞を追加したとみられ、手書きの歌詞原稿には、追加した3番と2番を入れ替えることが書かれている。5月下旬にはトピカル・ソングを紹介する雑誌『ブロードサイド』誌第6号に、3番までの歌詞と楽譜が掲載されている（Broadside # 6, Late May 1962 (PDF)）。
当初、ニューヨークのフォーク・アーティストの多くがこの歌を評価しなかった。「友よ、答えはおまえをやっつけること」などとパロディにして茶化されたが、「レコードにもなっていないのに、あんなにたくさんのパロディが生まれるほど強力な歌であれば、ぼくが感じていたよりずっと力のある歌だと思った」と述べている。
6月、雑誌『シング・アウト!』誌10・11月号の特集（表紙はディラン）のため、ターナーとのインタビュー。「この曲について、私の口からあまり言うべきことはありません。ただ、その答えは風に舞っているということだけですよ。本や映画やテレビのショーや、議論の中には答えはない。そうなんですよ。風に舞っているんです。風の中に舞っているんです。ヒッピーたちがずい分やって来て、答えがどこにあるか私に言って聞かせましたが、私はそんなことは信じません。やっぱり答えは風に舞っているんです。風に吹かれてくるくる舞っている紙切れみたいに、いつかきっと降りて来るんです」と述べている。7月2日、カナダ・モントリオール・ケベックの「フィンジャン・クラブ」で演奏。
7月9日、コロムビア・レコーディング・スタジオにて録音。7月30日、ウィットマーク社著作権登録。
イギリスに渡った1963年1月、BBCのテレビ・ドラマ『マッドハウス・オンキャッスル・ストリート』に出演したディランは、ボビーという役で劇中「風に吹かれて」を演奏した。3月、WBCのテレビ番組で演奏。4月12日ニューヨーク、タウン・ホールでソロ・コンサート。4月26日、シカゴのラジオ番組で演奏。
1963年5月、セカンド・アルバム『フリーホイーリン・ボブ・ディラン』リリース。6月、マネージャーのアルバート・グロスマンが同じくマネージメントをしていたピーター・ポール&マリーのシングルがリリース、7月13日、ビルボードのポップ・チャートで2位を記録。7月26日、ニューポート・フォーク・フェスティヴァルに出演したディランは、聴衆から大喝采で迎えられ「風に吹かれて」をピータ・ポール&マリー、ピート・シーガーら出演者たちと合唱。直後、『フリーホイーリン・ボブ・ディラン』は、一週間に1万枚も売れたと伝えられている。7月30日、テレビ番組『ソング・オブ・フリーダム（自由の歌）』に出演して演奏。8月、ディラン・バージョンもシングル・カットされリリースされた。
ターナーの話では、この曲が黒人霊歌を歌うオデッタの「競売はたくさんだ（No More Auction Block）」の創造的な作り変えであると最初に指摘したのは、ピート・シーガーだという。ディランは、オデッタのレコードから曲を覚えカバーも歌っており、アルバム『ブートレッグ・シリーズ第1〜3集』（1991年）には、1962年10月、「ガスライト」でディランが「競売はたくさんだ」を歌った音源が収められている。

## 反響
ピュリツァー賞受賞者のアンソニー・リュウイスは公民権運動の記録である著書『十年間の顔（Portrait of a Decade）』の冒頭に「風に吹かれて」の数行を引用した。

## 収録アルバム

### スタジオ録音
- フリーホイーリン・ボブ・ディラン（1963年）

他

### ライブ録音
- ノー・ディレクション・ホーム:ザ・サウンドトラック（2005年）
1963年4月12日 ニューヨーク、タウン・ホール
- ニューポート・フォーク・フェスティヴァル1963～イヴニング・コンサート（オムニバス、1964年） 
1963年7月26日、ニューポート・フォーク・フェスティヴァル
- バングラデシュ・コンサート（1971年）
1971年8月1日 ニューヨーク、マディソン・スクエア・ガーデン
- 偉大なる復活（1974年）
1974年、ザ・バンドとの共演
- ローリング・サンダー・レヴュー（2002年）
1975年11月20日マサチューセッツ州ケンブリッジ、ハーヴァード・スクエア・シアター、ジョーン・バエズとのデュエット
- Rare, Live & Classic （ジョーン・バエズ、1993年） 
1976年5月23日カリフォルニア州フォート・コリンズ、バエズとのデュエット
- 武道館（1979年）
1978年東京、日本武道館
- THINGS HAVE CHANGED～DYLAN ALIVE! VOL.3（2000年）
2000年3月16日カリフォルニア州サンタ・クルーズ、Santa Cruz Civic Auditorium

他

## カバー

### 海外
「風に吹かれて」は数多くのアーティストによってカヴァーされている。商業的に最も成功したものがピーター・ポール&マリーによるバージョンで、このシングルは『フリーホイーリン・ボブ・ディラン』がリリースされた3週間後の1963年6月にリリースされ、『ビルボード』誌の「ミドルロード・シングルズ」チャートで8月3日付から5週連続1位に、8月17日付「Hot 100」チャートで最高の2位を記録した。10月にリリースされた彼らのサード・アルバム『イン・ザ・ウィンド』 - In the Wind にもタイトル・トラックとして収録され、アルバムは11月2日付「トップ LP's」チャートで1位を記録した。この演奏によりピーター・ポール&マリーは、1964年グラミー賞「最優秀フォーク・レコーディング」と「最優秀ボーカル・グループ・パフォーマンス」を受賞している。このヒットによって作者のディランの名も有名になり、彼の他の多くの曲もカヴァーされて広まっていった。
スティーヴィー・ワンダーがカヴァーした1966年のシングルは、『ビルボード』誌8月27日付「トップ・セリング R&B シングルズ」チャートで1位に、9月3日付「Hot 100」チャートで最高9位を記録した。
- ピーター・ポール&マリー - シングル（1963年）
- ボビー・ダーリン - 『Golden Folk Hits』（1963年）
- ザ・ステイプル・シンガーズ - 『This Land』（1963年）
- オデッタ - 『Odetta Sings Folk Songs』（1963年）
- マレーネ・ディートリヒ - ドイツ語のシングル「Die Antwort weiss ganz allein der Wind」（1963年）
- スタン・ゲッツ - シングル「イパネマの娘」B面（1964年）
- マリアンヌ・フェイスフル - シングル（1964年）
- サム・クック - 『Sam Cooke at the Copa』（1964年）
- ジャッキー・デシャノン - 『Jackie: In the Wind』（1965年）
- シェール - 『All I Really Want to Do』（1965年）
- チェット・アトキンス - 『More of That Guitar Country』（1965年）
- デューク・エリントン - 『Ellington '65』（1965年）
- スティーヴィー・ワンダー - 『アップタイト(Up-Tight)』（1966年）
- ディオンヌ・ワーウィック - 『Here Where There Is Love』（1966年）
- スタンリー・タレンタイン - 『Common Touch』（1968年）
- ホリーズ - 『Hollies Sing Dylan』（1969年）
- ジョーン・バエズ - 『From Every Stage』（1976年）、映画『フォレスト・ガンプ/一期一会』（1994年）サウンドトラック
- ニール・ヤング&クレイジー・ホース - 『Weld』（1991年）
- ザ・フーターズ - 『The Hooters Live』 （1994年）
- エルヴィス・プレスリー - 1966年のホーム・レコーディング、『Platinum: A Life in Music』（1997年）に収録
- ミー・ファースト・アンド・ザ・ギミー・ギミーズ - 『Blow in the Wind』（2001年）
- ドリー・パートン - 『Those Were the Days』（2005年）

その他、チャド・ミッチェル・トリオ、ジェリー・ジャクソン、デニス・ロジャース、アーサー・ライマン、ボブ・ハーター、エタ・ジェイムス、ジュディ・コリンズ、エドウィン・ホーキンス・シンガーズなど。

### 日本
日本でも、 南沙織が1976年12月21日に発表したオリジナル・アルバム「ジャニスへの手紙」で、「BLOWIN' IN THE WIND （風に吹かれて）」と「DON'T THINK TWICE IT'S ALL RIGHT （くよくよするなよ）」をカバーしている。1995年には宇崎竜童 & RUコネクション with 井上堯之がカバーしてNHK連続ドラマ「これでいいのだ」の主題歌として使用された。その放送時のNHKプレスリリースにおいて、当初、ディランサイドは宇崎竜童がカバーすることを許可しなかった。その理由としてはディランは以前よりディラン作品の歌詞の日本語訳（主として片桐ユズルが手掛けてきた）には強い不満を持っており次第にアルバムに歌詞対訳を封入することさえ難色を示すようになっていたとされる。そこでNHK、宇崎は宇崎竜童訳による新たな日本語詞で歌うことを条件としたところ、認可が下りた旨を発表した（週間ザ・テレビジョンの放送週の記事より）。
1998年には、沢知恵がアルバム「いいうたいろいろ5」の中でカバーし、また同じく、1988年発表のRCサクセションのアルバム「COVERS」には、忌野清志郎が訳詞したカバーを収録している。 ハンバート ハンバートが、2002年9月10日に発表したアルバム「アメリカの友人」でカバーし、2008年には、吉川忠英のアルバム『HOOTENANNY with 吉川忠英』には、矢井田瞳とのデュエットで「Blowin' in the wind」をカバーしている。

## 使用した映画／テレビ・ドラマ
- 金曜日の妻たちへ - 1983年に制作されたテレビドラマ。「風に吹かれて」に魅了された年代をターゲットにしたドラマであったため、ピーター・ポール&マリーの「風に吹かれて」がテーマ曲として採用された。
- 愛という名のもとに - 1992年に制作されたテレビドラマ。劇中で「風に吹かれて」の日本語訳詞が使用された。
- アヒルと鴨のコインロッカー - 2007年公開の映画。ディランのオリジナル・バージョンが主題歌に起用され、劇中でも主要キャストがこの曲を歌う。